# 蔡毅中
蔡毅中（1567年—1631年），字弘甫，號中山、又号默斋，又自號濮陽子，河南承宣布政使司汝寧府光山縣（今河南省光山縣）民籍，江西萬年縣人，明朝政治人物，萬曆辛丑進士。谥文庄。

## 生平
蔡毅中出生于官宦世家。祖父蔡凤翘，曾任山西平阳府同知。父亲蔡光世，曾任陝西临洮府同知。蔡毅中幼年即通晓《孝经》。父亲曾问他为何读书，他答：“欲為聖賢”。萬曆七年（1579年），舉河南己卯科鄉試第十名。五十四岁登萬曆二十九年（1601年）辛丑科會試第二百七十六名，殿试三甲第一百三十六名進士，改庶吉士，授翰林院检讨。当时百姓承担巨额矿税，蔡毅中选取《祖训》、《会典》，建议禁戒矿税监，收集成二卷，呈上明神宗。不久后，他陷入党争：当时大学士沈鲤与蔡毅中同乡，而沈鲤与首辅沈一贯不和。其時温纯任河南参政，在诸生中器重蔡毅中。温纯在担任都御史，奏疏得罪沈一贯。沈一贯怀疑此奏疏出自蔡毅中之手，是为沈鲤争势力，心里忌恨他。于是沈一贯乘考察之便，削蔡毅中官职，六年后蔡毅中才起任麻城县丞。很快以行人司副，被召见，提升为尚宝司丞。却又因陪推国子监司業一职不满，而稱病回乡。万历四十五年（1617年），被削去官职。
天启初年，起前朝被黜官員，蔡毅中补长芦盐运判官。歷升行人司副、尚寶司丞、国子司業等职。天啓三年（1623年）六月升至左春坊左谕德，仍管国子监司业，充纂修官，十一月升任国子监祭酒 ，次年再晋礼部右侍郎兼翰林院侍读学士，仍署国子监祭酒事。当时杨涟弹劾魏忠贤，反遭熹宗严加叱责，蔡毅中率部属上奏争辩：
|  | 学校本是天下公论产生的地方。我正向诸生们讲授《为君难》此书，忽然接到杨涟弹劾魏忠贤的奏疏，合计学监师生一千余人在内，无不拍手称快。皇上不将他的奏疏下发给九卿，却称一切朝政都要亲自裁决，视奸诈的宦官为忠良，全体国子监师生无不扪心忧愁叹息。我思虑三代之后，汉、隋、唐、宋的诸位君主，他们受当权宦官的祸害和处置当权宦官的办法，《明通鉴》都有记载。我朝诸位圣君遭受当权宦官的祸害，与处置当权宦官的办法，实录中也有记载；我都不必多说。只选取至近至亲的，如武宗处置刘瑾，神宗处置冯保这两事，希望皇上遵循此法。刘瑾在武宗的左右，言听计从，武宗一听到大臣们的弹劾奏章，就半夜起身，抓住后杀了他。神宗登基刚十岁，冯保在左右扶持，尽心竭力。后来稍逞威作福，御史们上奏弹劾，还没听到全朝廷大臣的奏疏，神宗就不动声色地让冯保去戌守南京。 现在魏忠贤没有冯保般的功绩，却极尽刘瑾的罪恶。二十四条罪状，没有一条不该追究。全朝的大臣们想在朝见后，跪地等待圣旨，魏忠贤却要皇上进后宫，不礼遇群臣。现在又想在皇上视学之日，群臣和太学的学生们当面叩拜陈书请求皇上，但是您却漫不经心。几天来，只要涉及魏忠贤的奏疏，都留在宫中扣住，这样隐瞒遮蔽，其中的情形能猜测吗？请将杨涟的奏疏下发给九卿科道，继续公开追究问询，即使不像刘瑾那般诛杀，却按冯保的办法惩处，则皇上恩威并举，与神宗相媲美。 |

奏疏送入宫中后，魏忠贤扬手大骂。蔡毅中便一再上奏请求回乡，熹宗不許。此后，為魏忠贤唆使党羽弹劾，天啓五年五月致仕。卒於家。
崇祯五年（1632年），追赠礼部尚书，谥文庄。

## 著作
蔡毅中是耿定向门生，曾经参与到耿定向和李贽的争辩中，并著有《焚书辨》攻击李贽。蔡毅中被罢免在家期间，曾纂修《万年县志》。此外撰有《注古文孝经》、《六经注疏》、《祖训节略注疏》、《濮阳子》、《胎产须知》、《馆阁宏辞》等，均失传。此外他还擅长诗作，辑入《沐天遗草》、《随搓小录》、《江西诗征》等中。

## 家族
曾祖蔡斌，光山县训导。祖父蔡显德，官平阳府同知，与王阳明为友，嘉靖初因参与議大禮被廷杖下诏狱。父蔡光世，歷官海州判官、临洮府同知，与耿定向、沈鲤为友。母何氏，封太淑人。妻子劉氏，生二子：劉琮、劉𤥻。

## 延伸阅读
[在维基数据编辑]
 《明史卷二百一十六》，出自《明史》